# Marmozets
Marmozets es una banda de post-hardcore, rock alternativo y math rock de Inglaterra (Reino Unido). La banda se formó en Bingley, Yorkshire del Oeste en 2007, la alineación original está conformada por Becca Macintyre (voz), Sam Macintyre (guitarra), Jack Bottomley (guitarra), Will Bottomley (bajo) y Josh Macintyre (batería). Actualmente pertenecen a la discográfica Roadrunner Records donde lanzaron su álbum debut en 2014.

## Historia
Marmozets fue fundada en 2007 por los hermanos Becca y Sam a la edad de 18 años, empezaron tocando en festivales escolares. Han compartido escenario con artistas como Young Guns, Funeral for a Friend, Gallows, Hyro Da Hero, The Used y Four Year Strong, también han aparecido en festivales como Download Festival, Reading y Leeds, Slam Dunk Festival, Y Not Festival y 2000 Trees.
La banda encabezó su primera gira por el Reino Unido en septiembre de 2013.
Lanzaron su primer EP Passive Aggressive el 1 de noviembre de 2011 y el segundo EP Vexed el 2 de junio de 2012.
La discográfica Venn Records lanzó el primer sencillo de la banda Good Days el 5 de noviembre de 2012. En 2013, la banda lanzó su segundo sencillo Born Young and Free, antes de firmar con Roadrunner Records, donde lanzaron su tercer sencillo Move Shake Hide. Ambos sencillos recibieron un gran elogio por parte de la BBC Radio 1 y de los DJ Zane Lowe, Daniel P Carter y Huw Stephens. La banda lanzó su cuarto sencillo Why Do You Hate Me? el 17 de marzo de 2014.
La banda fue nominada como mejor banda novata británica en 2013 en los Kerrang! Awards y fue votada como mejor nueva banda británica por la revista Big Cheese.
La banda lanzó la canción Captivate You el 3 de junio de 2014 a través de BBC Radio 1 y en su canal de YouTube.

## Integrantes

### Miembros actuales
- Becca Macintyre - voz (2011–presente)
- Sam Macintyre - guitarra, coros (2011–presente)
- Jack Bottomley - guitarra (2011–presente)
- Will Bottomley - bajo coros (2011–presente)
- Josh Macintyre - Batería (2011–presente)

## Discografía

### Álbumes de estudio
| Título                            | Detalles                            |
| --------------------------------- | ----------------------------------- |
| The Weird and Wonderful Marmozets | - Lanzado: 26 de septiembre de 2014 |
| Knowing What You Know Now         | - Lanzado: 26 de enero de 2018      |

### EP
| Título             | Detalles                          |
| ------------------ | --------------------------------- |
| Passive Aggressive | - Lanzado: 1 de noviembre de 2011 |
| Vexed              | - Lanzado: 2 de junio de 2012     |

### Sencillos
| Título              | Detalles                           |
| ------------------- | ---------------------------------- |
| Good Days           | - Lanzado: 5 de noviembre de 2012  |
| Born Young and Free | - Lanzado: 10 de mayo de 2013      |
| Move Shake Hide     | - Lanzado: 18 de noviembre de 2013 |
| Why Do You Hate Me? | - Lanzado: 17 de marzo de 2014     |
| Captivate You       | - Lanzado: 3 de junio de 2014      |
| Play                | - Lanzado: 21 de agosto de 2017    |
| Habits              | - Lanzado: 11 de octubre de 2017   |

## Videografía
| Título                         | Año  | Director                       | Álbum                             |
| ------------------------------ | ---- | ------------------------------ | --------------------------------- |
| Onemanwolfpack                 | 2012 | Charlie Paul                   | Vexed EP                          |
| Good Days                      | 2012 | James Kennedy                  | Good Days (sencillo)              |
| Move, Shake, Hide              | 2013 |                                | Move Shake Hide (sencillo)        |
| Why Do You Hate Me?            | 2014 | Why Do You Hate Me? (sencillo) |                                   |
| Born Young and Free            | 2014 |                                | The Weird and Wonderful Marmozets |
| Move, Shake, Hide (Live video) | 2014 |                                | The Weird and Wonderful Marmozets |
| Play                           | 2017 |                                | Play (sencillo)                   |